# Az utazó (televíziós sorozat)
Az utazó (eredeti cím: Journeyman) egy amerikai misztikus sci-fi dráma televíziós sorozat. A sorozat rendezője Kevin Falls. A sorozatot az NBC készítette és vetítette 2007. szeptember 24. és december 19. között. Magyarországon először az RTL II mutatta be 2012. október 4-én, majd 2013. március 2-től az RTL Klub is műsorra tűzte.

## Cselekmény
A film egy misztikus-romantikus dráma egy San Franciscó-i családos újságíróról, aki megmagyarázhatatlan módon képes utazni az időben. Mikor megérkezik, mindig talál valakit, akit meg kell mentenie, vagy az életét kell más irányba terelnie. Felesége először nem ért semmit, majd szép lassan elhiszi, elfogadja a dolgokat. Dan egykori kedvese is hasonló cipőben jár, mint Dan. Vagyis időutazó, akiről Dan azt hitte, hogy 9 éve halott.
A sorozat csak 13 részt kapott az NBC csatornától 2007-ben.

## Szereplők
| Szereplő            | Színész        | Magyar hang     |
| ------------------- | -------------- | --------------- |
| Dan Vasser          | Kevin McKidd   | Megyeri János   |
| Katie Vasser        | Gretchen Egolf | Szávai Viktória |
| Livia Beale         | Moon Bloodgood | Solecki Janka   |
| Jack Vasser         | Reed Diamond   | László Zsolt    |
| Hugh Skillen        | Brian Howe     | Koncz István    |
| Dr. Theresa Sanchez | Lisa Sheridan  |                 |

## Epizódok
| Magyar bemutató | #  | Magyar cím           | Angol cím                   |
| --------------- | -- | -------------------- | --------------------------- |
|                 |    |                      |                             |
| 2012.10.04.     | 01 | Halhatatlan szerelem | A Love of a Lifetime        |
|                 |    |                      |                             |
| 2012.10.11.     | 02 | Családi kötelékek    | Friendly Skies              |
|                 |    |                      |                             |
| 2012.10.18.     | 03 | Földrengés           | Game Three                  |
|                 |    |                      |                             |
| 2012.10.25.     | 04 | A nyúl éve           | The Year of the Rabbit      |
|                 |    |                      |                             |
| 2012.11.01.     | 05 | Mentőakció           | The Legend of Dylan McCleen |
|                 |    |                      |                             |
| 2012.11.08.     | 06 | Testvérek            | Keepers                     |
|                 |    |                      |                             |
| 2012.11.15.     | 07 | Utazás a múltamba    | Double Down                 |
|                 |    |                      |                             |
| 2012.11.22.     | 08 | Rossz úton           | Winterland                  |
|                 |    |                      |                             |
| 2012.11.29.     | 09 | Emberrablás          | Emily                       |
|                 |    |                      |                             |
| 2012.12.06.     | 10 | Csapdában            | Blowback                    |
|                 |    |                      |                             |
| 2012.12.13.     | 11 | Újságírók klubja     | Home by Another Way         |
|                 |    |                      |                             |
| 2012.12.20.     | 12 | Anya és fia          | The Hanged Man              |
|                 |    |                      |                             |
| 2012.12.27.     | 13 | Időutazók társasága  | Perfidia                    |